# حنش مخطط
حنش مخطط (الاسم العلمي: Coluber zebrinus) هو نوع من الزواحف يتبع جنس الحنش من فصيلة الأحناش.